# ヴィーレンバッハ
ヴィーレンバッハ (ドイツ語: Wielenbach) はドイツ連邦共和国バイエルン州オーバーバイエルン行政管区のヴァイルハイム＝ショーンガウ郡に属す町村（以下、本項では便宜上「町」と既述する）。この町は、ヴィーレンバッハ、ヴィルツホーフェン、バウエルバッハ、ハルトの集落からなる。

## 地理
ヴィーレンバッハはオーバーラント地方に位置する。

### 自治体の構成
この町は、公式には 12の地区 (Ort) からなる。このうち小集落や孤立農場などを除く集落を以下に列記する。
- バウエルバッハ
- ハウスホーフェン
- ヴィーレンバッハ
- ヴィルツホーフェン

## 歴史
ヴィーレンバッハは、バイエルン選帝侯領のミュンヘン会計局、ヴァイルハイム地方裁判所に属した。バイエルンの行政改革に伴う1818年の市町村令により現在の自治体が成立した。1912年に、ヴィーレンバッハにバイエルン王立漁業用生物試験場が設立された。第二次世界大戦後には旧ドイツ領の東プロイセンやシレジア、チェコ領であったズデーテン地方などから放逐された人々や難民が多く定住し、人口は1,160人まで増加した。これに伴って新しい住宅地ハルトが造成された。こうした人口増加はこの町に経済的な発展をももたらした。1978年に、1818年の時点で独立した自治体となっていたハウンスホーフェンを合併した。
ヴィルツホーフェンには有名な女優ブリギッテ・ホルナイの墓がある。

### 人口推移
- 1970年 1,949人
- 1987年 2,571人
- 2000年 3,009人
- 2007年 3,176人

## 行政
町長はハーラルト・マンジ (Wir für Wielenbach) である。

## 経済と社会資本

### 教育
- 国民学校 1校

## 引用
1. ↑  https://www.statistikdaten.bayern.de/genesis/online?operation=result&code=12411-003r&leerzeilen=false&language=de Genesis-Online-Datenbank des Bayerischen Landesamtes für Statistik Tabelle 12411-003r Fortschreibung des Bevölkerungsstandes: Gemeinden, Stichtag (Einwohnerzahlen auf Grundlage des Zensus 2011)
2. ↑  Bayerische Landesbibliothek Online